# Muhsen Basma
Pour les articles homonymes, voir Basma.
Muhsen Basma (né le 21 octobre 1966) est un arbitre syrien de football, international depuis 2003.

## Carrière
Il a officié dans une compétition majeure : 
- Coupe d'Asie des nations de football 2007 (2 matchs)